# Империал (театр, Нью-Йорк)
«Империа́л» (англ. The Imperial Theatre) — бродвейский театр, расположенный в западной части 45-й улицы в театральном квартале Манхэттена, Нью-Йорк, США. Открыт в 1923 году. Спроектирован Гербертом Краппом и построен по заказу братьев Шуберт. Зрительный зал вмещает 1457 мест на двух уровнях. Театр управляется театральной компанией «The Shubert Organization». Интерьер зрительного зала является официально признанной достопримечательностью Нью-Йорка.

## История
«Империал» строился по проекту Герберта Краппа взамен устаревшему театру «Лирика» специально для постановок мюзиклов. Открылся он 25 декабря 1923 года.

## Основные постановки
- 1924: «Роз Мари»
- 1928: «Новая Луна»
- 1935: «Паника»
- 1936: «На кончиках пальцев[англ.]» Ричарда Роджерса
- 1938: «Оставь это мне!»
- 1944: «Песня Норвегии»
- 1950: «Позвоните мне, мадам»
- 1957: «Ямайка»
- 1961: «Карнавал»
- 1963: «Оливер»
- 1967: «Кабаре»
- 1971: «Увольнение в город»
- 1972: «Пиппин»
- 1981: «Девушки мечты»
- 1988: «Шахматы»
- 1990: «Отверженные»
- 2008: «Билли Элиот»
- 2013: «Семьсот воскресных дней»
- 2014: «Отверженные» (текущая)
- 2016: «Наташа, Пьер и Большая комета 1812 года» (с осени)